# Heliangelus micraster
Heliangelus micraster là một loài chim trong họ Trochilidae.